# Zandschelp
De zandschelp (Mysia undata) is een tweekleppigensoort uit de familie van de Veneridae. De wetenschappelijke naam van de soort is voor het eerst geldig gepubliceerd in 1777 door Pennant.